# Leerkrediet
Het leerkrediet is een hoeveelheid studiepunten die een student hoger onderwijs in Vlaanderen mag volgen om als subsidieerbaar student te blijven beschouwd. 

## Ontstaan
Het Vlaams Ministerie van Onderwijs en Vorming, (Frank Vandenbroucke), voerde de maatregel vanaf 2008-2009 in om het onbeperkt (blijven) studeren en herkansen op kosten van de belastingbetaler af te schaffen. Het inschrijvingsgeld aan de Vlaamse universiteiten en hogescholen is relatief laag voor de student; de overheid past via subsidiëring aan de instellingen bij. 
De ervaring heeft, sinds de invoering van de bachelor-masterstructuur (01/09/2004), geleerd dat sommige studenten wel een aantal credits hebben verworven (soms in verschillende opleidingen en verschillende leerjaren), maar eigenlijk na meerdere jaren hoger onderwijs nog ver af staan van een einddiploma. De bedoeling is dan ook de studiekeuze naar het hoger onderwijs zorgvuldiger te onderbouwen. De student moet dus zeker zijn waaraan hij begint vooraleer hij zich in de éne of de andere bachelor inschrijft. Een foute keuze zal immers 'afgestraft' worden door het verlies aan leerkrediet. Wie binnen de gestelde termijn nog van richting verandert kan nog alle of een deel van de punten overzetten, daarna zijn ze verloren.

## Berekening
Het leerkrediet bedraagt 140 punten bij de start in het hoger onderwijs. Per gevolgd studiejaar (in de regel 60 studiepunten) in een Bachelor- en Masteropleiding gebruikt hij zijn leerkrediet voor de studiepunten waarvoor hij ingeschreven is. Per geslaagd onderdeel verdient hij leerkrediet evenredig terug : 60 inleveren en 60 terugverdienen. Omdat de overgang van het secundair onderwijs naar de universiteit niet altijd eenvoudig is krijgt een student voor de eerste zestig studiepunten waarvoor hij geslaagd is, extra leerkrediet-punten (de eerste 60 krijgt hij dubbel terug). Een student die dus steeds slaagt (de perfecte student), houdt zijn 140 punten leerkrediet over op het einde van het curriculum (plus de zestig punten extra van de eerste zestig studiepunten waarvoor hij slaagt). Op het ogenblik dat hij echter een eerste diploma van Master verwerft, worden er terug 140 punten van het leerkrediet afgetrokken en houdt hij nog enkel het saldo over (in het ideale geval de 60 bonuspunten). Hij kan ze eventueel gebruiken om zich opnieuw voor een Bachelor- of Masteropleiding in te schrijven. Hij krijgt echter niet opnieuw 140 punten noch bonuspunten voor dit tweede diploma.
Zowel reeds ingeschreven studenten als nieuwe studenten starten sinds het academiejaar 2008-2009 met 140 studiepunten (i.e. geen terugwerkende kracht).
Het leerkrediet wordt opgebruikt als men niet slaagt. Het komt er dus op aan steeds alle examens af te leggen en voor alle examens ook te slagen. Ook al verandert men het jaar daarop volledig van richting: om het aantal studiepunten op peil te houden zorgt men er best voor dat men voor alle ingeschreven vakken examen aflegt en slaagt. Ook worden er, als men een eerste diploma van Master verwerft, 140 studiepunten van je leerkrediet afgetrokken. Men kan dus wel verschillende Bachelor diploma's halen. Als het leerkrediet opgebruikt is, kan de hogeschool of universiteit deze student weigeren of alsnog inschrijven. In het tweede geval kan men eventueel een hoger inschrijvingsgeld vragen (maximum het dubbele van het normale inschrijvingsgeld), omdat de instelling voor deze studenten geen subsidie ontvangt van de overheid. Als het leerkrediet niet genoeg meer is om zich in te schrijven voor alle studiepunten waarvoor men wil inschrijven, kan de instelling voor dat onvoldoende deel ook hoger inschrijvingsgeld vragen. Een student die onvoldoende leerkrediet heeft voor een voltijdse inschrijving, krijgt per academiejaar 10 studiepunten aan leerkrediet bij, totdat zijn saldo weer is aangevuld tot 60 studiepunten.
Een bachelor na bachelor, een master na master, een schakelprogramma na een bachelor om over te stappen naar een Master en een voorbereidingsprogramma vallen buiten het stelsel van het leerkrediet.
Het systeem geldt voor het hele Vlaamse hoger onderwijs. Het veranderen van instelling, ook van universiteit naar hogeschool of omgekeerd, verandert niets aan het verwerven/opgebruiken van het leerkrediet, tenzij de student tijdens het academiejaar van opleiding verandert. Afhankelijk van het tijdstip waarop hij verandert van instelling zal hij extra leerkrediet opgebruiken of niet.

Toch kan in het regulerende systeem met leerkrediet een bijkomende tolerantie teruggevonden worden.
Het is namelijk zo dat, welke berekening men ook maakt, dat het leerkrediet een arbitraire bovengrens heeft van 140 eenheden, maar dat deze parameter in zijn definitie geen benedenlimiet bezit.
In bijzondere omstandigheden kan geoordeeld worden dat een relatief lage waarde van het leerkrediet - voor een gegeven student - van ondergeschikt belang is.
In gevallen waarbij een student afdoende kan motiveren waarom deze nog zou inschrijven kan de betrokken hogeschool of universiteit die student alsnog toegang verschaffen, dit dus ook bij een negatief leerkredietsaldo.  
Bijvoorbeeld kan men dus in geval van voldoende motivatie toch ingeschreven worden met een leerkrediet met waarde -40.
Men kan zich dus op zinvolle wijze vragen stellen over de werking van het leerkredietsysteem.
Dit door een relatief eenvoudig formularium beschreven systeem heeft buiten zijn nut ook reeds in belangrijke mate significante gebreken vertoond.
De regulerende elementen welke strekken tot beloning (bij slagen) en tot afstraffing (bij falen) staan kennelijk niet op punt.
Het is dan ook zonder meer duidelijk dat door de huidige werking van het leerkredietsysteem een bepaalde ratio van de studentenpopulatie op onterechte wijze in problemen is gekomen.

## Link
Gedetailleerde info op het "Studentenportaal" van het departement onderwijs: studentenportaal